# わかめむすび

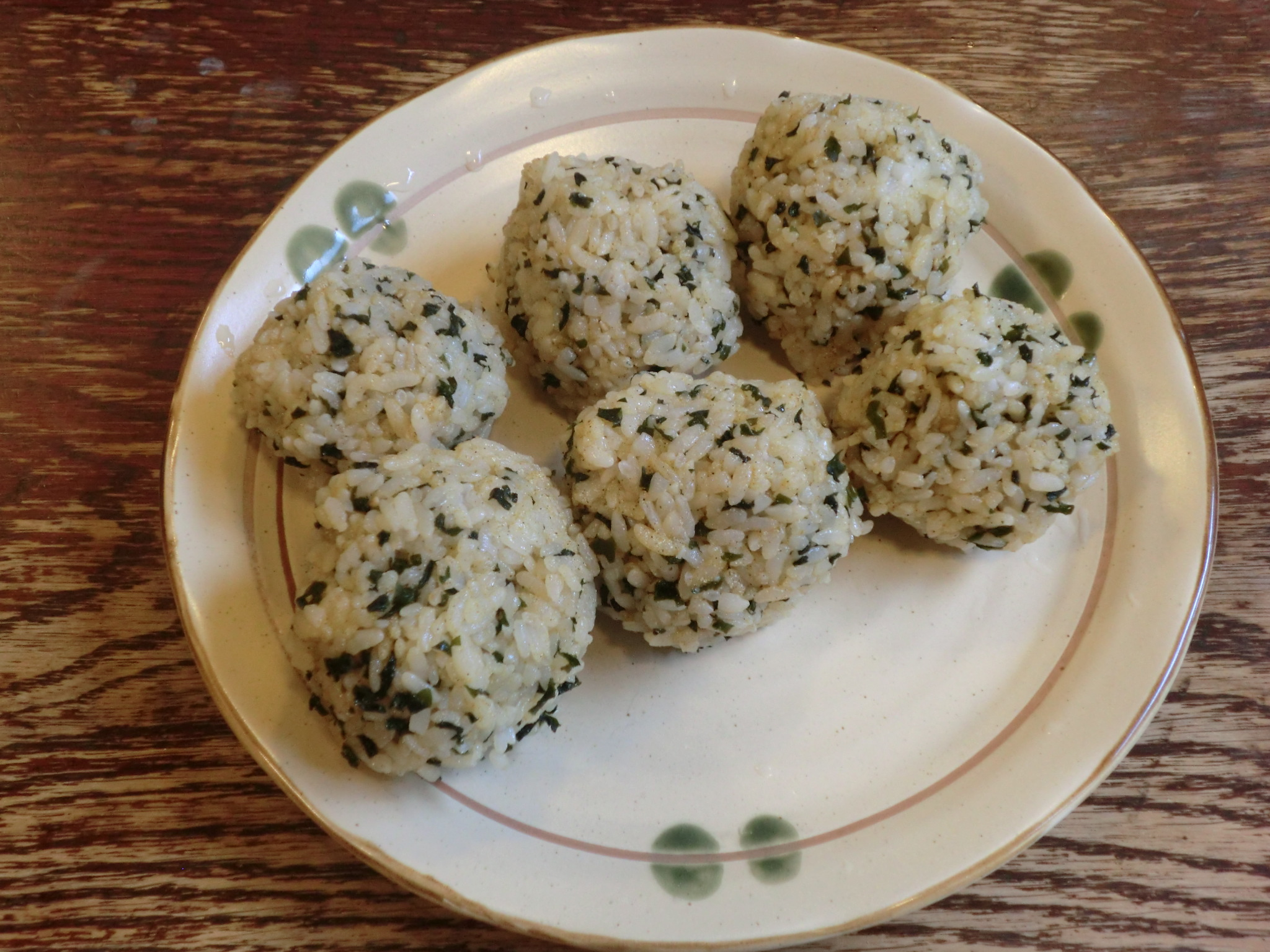
わかめむすびの例

わかめむすびは、山口県の日本海に面した長北地区（萩市、長門市など）の郷土料理。刻んだ干しワカメをまぶしたおにぎりである。
山口県の日本海側の地域では、採れたばかりの新鮮なワカメを海岸沿いで吊るして干す風景が、春の風物詩となっている。こうやって作った干しワカメをおにぎりにまとわせた料理がわかめむすびである。
かつては、自分で海にワカメを採りに行き、生乾きにしてから刻んで缶に入れていて保存食として利用していた家庭も多くあった。干しワカメは普段の食事の際にご飯にかけてそのまま食することもあり、弁当にはわかめむすびを入れることが多かったため、「故郷の味」として現在も親しまれている。
江戸時代に参勤交代道中の長州藩の侍が持参の刻みワカメを宿の飯にふりかけて食していたところ、それを見た宿の女中が「長州のお侍はご飯に茶殻をかけて食べる」と驚いたという逸話もある。
この地域では、干しワカメの市販の他、「わかめむすび」用の干し刻みワカメもスーパーマーケットや土産店、海産物産販売店などで販売されている。